# Liste der Baudenkmale in Bastorf
In der Liste der Baudenkmale in Bastorf sind alle Baudenkmale der Gemeinde Bastorf (Landkreis Rostock) und ihrer Ortsteile aufgelistet (Stand 10. Februar 2021).

## Legende
In den Spalten befinden sich folgende Informationen:
- ID-Nr: Die Nummer wird von den Denkmalämtern der Landkreise vergeben. Wenn sie nicht bekannt ist, bleibt die Spalte leer. In dieser Spalte kann sich zusätzlich das Wort Wikidata befinden, der entsprechende Link führt zu Angaben zu diesem Denkmal bei Wikidata.
- Lage: die Adresse des Denkmales und die geographischen Koordinaten.
Link zu einem Kartenansichtstool, um Koordinaten zu setzen. In der Kartenansicht sind Denkmale ohne Koordinaten mit einem roten bzw. orangen Marker dargestellt und können in der Karte gesetzt werden. Denkmale ohne Bild sind mit einem blauen bzw. roten Marker gekennzeichnet, Denkmale mit Bild mit einem grünen bzw. orangen Marker.
- Bezeichnung: Bezeichnung, so wie sie in den offiziellen Listen der Denkmalämter steht. Ein Link hinter der Bezeichnung führt zum Wikipedia-Artikel über das Denkmal. Wenn die Bezeichnung der Denkmalämter inhaltlich fehlerhaft ist, ist in der Spalte „Beschreibung“ darauf hinzuweisen.
- Beschreibung: Beschreibung des Denkmales
- Bild: ein Bild des Denkmales und gegebenenfalls einen Link zu weiteren Fotos des Denkmals im Medienarchiv Wikimedia Commons

## Baudenkmale in den Ortsteilen

### Bastorf
| ID  | Lage                            | Bezeichnung                                | Beschreibung                                                                                                  | Bild                                       |
| --- | ------------------------------- | ------------------------------------------ | --- | ------------------------------------------ |
| 140 | Kühlungsborner Straße 1 (Karte) | Bauernhof mit Wohnhaus und 2 Stallscheunen | 1-gesch. Fachwerk- und Backsteinbauten mit gewalmten Reetdächern; heute u. a. Hofmarkt und Gaststätte         | Bauernhof mit Wohnhaus und 2 Stallscheunen |
| 141 | Zum Leuchtturm 8 (Karte)        | Leuchtturm Buk und Wärterhaus              | Verklinkerter, 2-gesch., 20,8 m hoher Turm von 1878 mit Turmaufsatz als Seefeuer nach Plänen von Carl Luckow. | Leuchtturm Buk und Wärterhaus              |
| 809 | Dorfanger (Karte)               | Kriegerdenkmal 1914/18                     | | Kriegerdenkmal 1914/18                     |

### Hohen Niendorf
| ID  | Lage                  | Bezeichnung                                           | Beschreibung | Bild                                                  |
| --- | --------------------- | ----------------------------------------------------- | --- | ----------------------------------------------------- |
| 349 | Parkstraße 19 (Karte) | Gutshaus mit Gedenktafel zur Bodenreform und Gutspark | Historisierendes, 2/3-gesch., verputztes Herrenhaus von um 1865 nach Plänen von Heinrich Thormann mit zwei Flügel und dem 4-gesch. Turmbau; Umbau und Aufstockung von 1912, nach 2000 Umbau zu Eigentums- und Ferienwohnungen; der Guts- (Schloss-) park 1866 vom Gartenarchitekten Wilken angelegt. | Gutshaus mit Gedenktafel zur Bodenreform und Gutspark |

### Kägsdorf
| ID     | Lage                  | Bezeichnung                      | Beschreibung | Bild           |
| ------ | --------------------- | -------------------------------- | --- | -------------- |
| 357    | Zum Strande 4 (Karte) | Gutshaus und Park                | zweigeschossiger, neunachsiger Putzbau von 1855 mit dreigeschossigem Mittelrisalit, Umbau um 1900; nach 1945 Betriebsferienheim, nach Sanierung von 2004 Ferienappartements; Park mit 150 Jahre altem Ginkgobaum. | Weitere Bilder |
| zu 357 | Zum Strande 6         | Vogelhaus                        | |                |
| zu 357 | Zum Strande 6 (Karte) | Stallscheune                     | |                |
| zu 357 | Zum Strande           | Wirtschaftsgebäude aus Feldstein | |                |

## Quelle
Denkmalliste des Landkreises Rostock A ‐ Z (Stand: 10. Februar 2021; PDF, 497 KB)